# Heinrich Weber (Mathematiker)

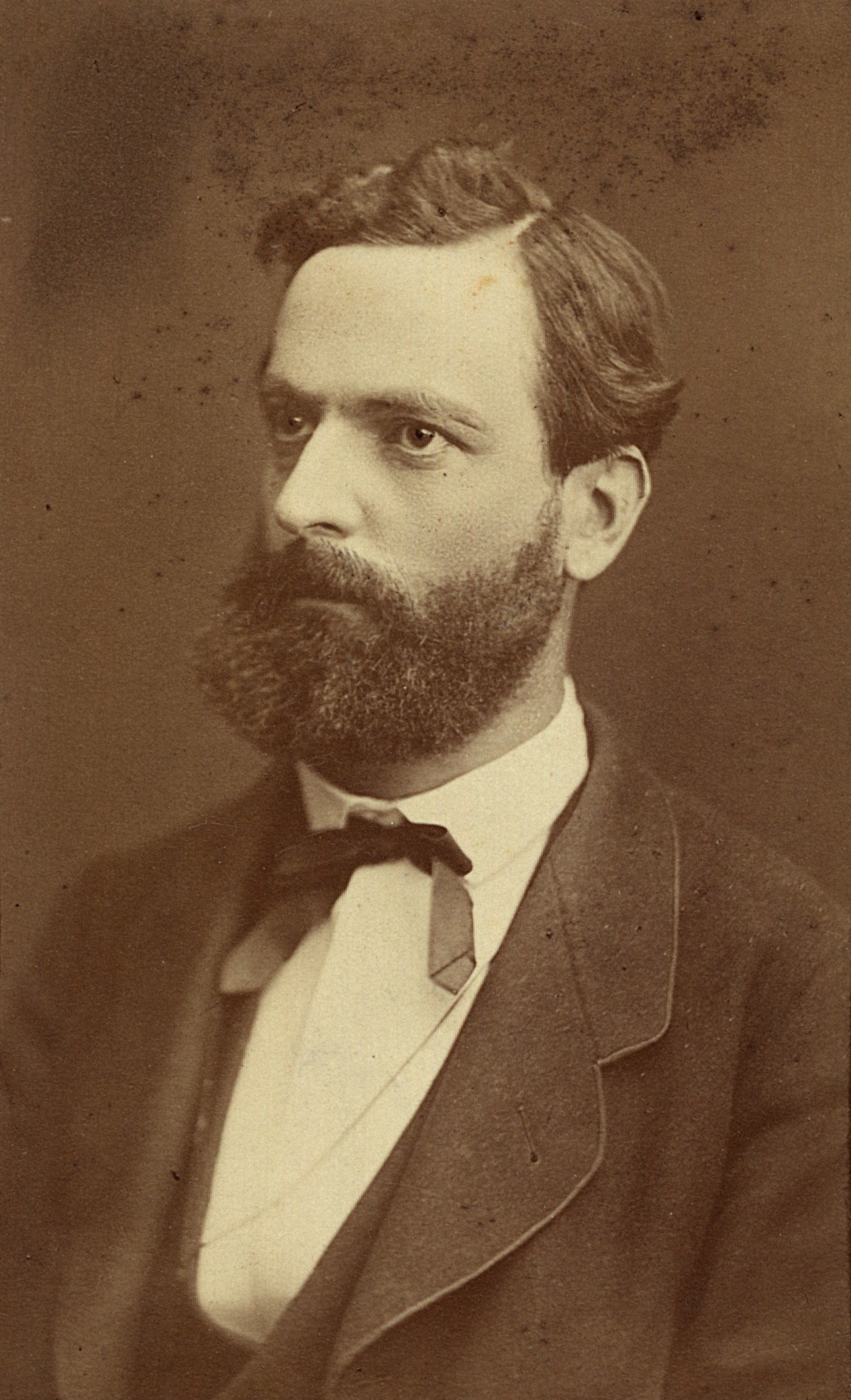
Heinrich Martin Weber

Heinrich Martin Georg Weber  (* 5. März 1842 in Heidelberg; † 17. Mai 1913 in Straßburg) war ein deutscher Mathematiker.

## Leben
Heinrich Weber war Sohn des Historikers Georg Weber. Sein Bruder war der Schriftsteller Friedrich Percy Weber. 1860 studierte er in Heidelberg, Leipzig und Königsberg. Während seines Studiums wurde er Mitglied der Burschenschaft Allemannia Heidelberg. Er habilitierte sich 1866 in Heidelberg und wurde 1869 dort a. o. Professor, folgte aber noch im selben Jahr dem Ruf an die ETH Zürich. Dort heiratete er 1870 Emilie Dittenberger, die Tochter des Weimarer Hofpredigers Theophor Wilhelm Dittenberger, die ihm 1874 den Sohn Rudolf Heinrich Weber schenkte.
Von 1875 bis 1883 wirkte er an der Albertus-Universität Königsberg; Felix Klein bezeichnete diese Periode als „seine besten Jahre“. In diese Zeit fällt auch die wichtige Arbeit „Theorie der algebraischen Functionen einer Veränderlichen“ mit Richard Dedekind. 1880/81 war er Prorektor der Albertina. Im Jahr 1883 wurde er zum Mitglied der Leopoldina gewählt. Die folgenden Jahre führten ihn an die Technische Hochschule Charlottenburg und an die Philipps-Universität Marburg. Dort war er 1890/91 Rektor. Er wechselte an die Georg-August-Universität Göttingen und 1895 schließlich an die Kaiser Wilhelms-Universität Straßburg. 1900/01 war er hier zum dritten Male Rektor.
1895 und 1904 war er Vorsitzender der Deutschen Mathematiker-Vereinigung.

## Werk
Webers Arbeiten decken ein breites Spektrum innerhalb der Mathematik ab, und er arbeitete auch intensiv an der Verknüpfung verschiedener Bereiche. Die Arbeit „Theorie der algebraischen Functionen einer Veränderlichen“ (zusammen mit Dedekind) stellt eine algebraische Grundlegung der Theorie der riemannschen Flächen bis hin zum Riemann-Rochschen Satz dar. Er trug auch wesentlich zur Entwicklung der Klassenkörpertheorie bei.
Webers Arbeiten und insbesondere sein Lehrbuch der Algebra von 1895, das für lange Zeit ein Standardwerk war, beeinflussten auch die Terminologie; nach Hans Wußing soll die Bezeichnung Normalteiler von Weber stammen.
Nach Weber benannt sind der Satz von Kronecker-Weber sowie – etwas uneinheitlich – weitere Sätze und verschiedene Funktionen. Der Riemann-Silberstein-Vektor ist nach ihm auch alternativ als Weber-Vektor bekannt.
Einer seiner Schüler war David Hilbert.

## Publikationen
- Zur Theorie der singulären Lösungen partieller Differentialgleichungen erster Ordnung. Leipzig 1866. (Digitalisat Univ. Heidelberg)
- Über Causalität in den Naturwissenschaften. (Prorektoratsrede Königsberg). Leipzig 1881. (Digitale Neuausgabe, Univ. Heidelberg, 2015)
- mit Richard Dedekind: Theorie der algebraischen Functionen einer Veränderlichen. J. Reine Angew. Math. 92 (1882) 181–190
- Lehrbuch der Algebra. Braunschweig 1895/96 (Band 1 und Band 2 im DjVu)
- Elliptische Functionen und algebraische Zahlen. Braunschweig 1891
- mit Josef Wellstein Encyklopädie der Elementar-Mathematik. Ein Handbuch für Lehrer und Studierende. Leipzig 1903, 1905, 1907 (Band 1, Band 2, Band 3)
- mit Bernhard Riemann: Die partiellen Differential-Gleichungen der mathematischen Physik. Braunschweig 1900–01